# 新捷利巴市镇
新捷利巴市镇（俄语：Новотельбинское муниципальное образование）是俄罗斯联邦伊尔库茨克州奎屯区所属的一个市镇。其下辖有个居民点，行政中心为新捷利巴。据2016年统计，该市镇的人口为146人。